# Irische Eishockeynationalmannschaft
Die irische Eishockeynationalmannschaft der Männer wurde nach der Weltmeisterschaft 2014 in der IIHF-Weltrangliste auf Platz 44 geführt. Sie repräsentiert Spieler aus der Republik Irland und Nordirland.

## Geschichte
Nachdem die Irish Ice Hockey Association im Mai 1996 in die Internationale Eishockey-Föderation aufgenommen worden war, nahm Irland ab 2001 vorerst lediglich bei U18- und U20-Weltmeisterschaften teil, bevor 2004 die Premiere im internationalen Senioreneishockey folgte.
Mit dem zweiten Platz im Turnier der Division III im Jahre 2007 gelang erstmals der Aufstieg aus der untersten Spielklasse. Im folgenden Jahr folgte aber der sofortige Abstieg. Auch nach dem Aufstieg 2010 stieg die Mannschaft ein Jahr später postwendend wieder ab. 2012 und 2013 wurde der Wiederaufstieg in die Division II verpasst. Nach Schließung des Dundalk Ice Dome konnte Irland die Mindestvoraussetzungen für die Teilnahme an Weltmeisterschaften nicht mehr erfüllen.
Nachdem 2016 auch auf Initiative des irischen Verbandspräsidenten Aaron Guli die Einrichtung des IIHF Development Cup für Teams, die die Teilnahmebedingungen an Weltmeisterschaften nicht erfüllen, beschlossen wurde, nahm Irland in der Folge an allen bisherigen Austragungen des Bewerbs teil. Nach einem zweiten Platz beim Development Cup 2017 folgten beim Development Cup 2018 und beim Development Cup 2022 jeweils dritte Plätze. 2023 reichte es nur zum vierten Platz, 2024 aber gewann Irland das Turnier ungeschlagen durch einen 5:1-Finalsieg gegen Portugal.

## Platzierungen bei internationalen Turnieren

### Weltmeisterschaften
| Jahr | Austragungsort           | Platzierung                | Besonderheiten          |
| ---- | ------------------------ | -------------------------- | ----------------------- |
| 2004 | Reykjavík, Island        | Platz 44 (4. Division III) |                         |
| 2005 | Mexiko-Stadt, Mexiko     | Platz 44 (4. Division III) |                         |
| 2006 | Reykjavík, Island        | Platz 44 (4. Division III) |                         |
| 2007 | Dundalk, Irland          | Platz 42 (2. Division III) | Aufstieg in Division II |
| 2008 | Miercurea Ciuc, Rumänien | Platz 40 (6. Division II)  | Abstieg in Division III |
| 2009 | Dunedin, Neuseeland      | Platz 45 (5. Division III) |                         |
| 2010 | Luxemburg, Luxemburg     | Platz 42 (1. Division III) | Aufstieg in Division II |
| 2011 | Zagreb, Kroatien         | Platz 39 (6. Division II)  | Abstieg in Division III |
| 2012 | Erzurum, Türkei          | Platz 44 (4. Division III) |                         |
| 2013 | Kapstadt, Südafrika      | Platz 44 (4. Division III) |                         |

### IIHFDevelopment Cup
- 2017: 2. Platz
- 2018: 3. Platz
- 2022: 3. Platz
- 2023: 4. Platz
- 2024: 1. Platz